# Hóquei no gelo nos Jogos Olímpicos de Inverno de 2022 - Masculino
O torneio masculino de hóquei no gelo nos Jogos Olímpicos de Inverno de 2022 foi disputado entre os dias 9 e 20 de fevereiro no Estádio Nacional Indoor de Pequim e no Estádio Indoor Wukesong. Doze seleções foram classificadas para a competição segundo o ranking da Federação Internacional de Hóquei no Gelo, sendo divididas em três grupos.

## Medalhistas
|  | FIN Finlândia |  | ROC |  | SVK Eslováquia |
|  | Miro Aaltonen Marko Anttila Hannes Björninen Valtteri Filppula Niklas Friman Markus Granlund Teemu Hartikainen Juuso Hietanen Valtteri Kemiläinen Leo Komarov Mikko Lehtonen Petteri Lindbohm Saku Mäenalanen Sakari Manninen Joonas Nättinen Atte Ohtamaa Niko Ojamäki Juho Olkinuora Iiro Pakarinen Harri Pesonen Ville Pokka Toni Rajala Harri Säteri Frans Tuohimaa Sami Vatanen |  | Sergei Andronov Timur Bilyalov Andrei Chibisov Ivan Fedotov Stanislav Galiev Mikhail Grigorenko Arseni Gritsyuk Nikita Gusev Pavel Karnaukhov Artur Kayumov Artyom Minulin Nikita Nesterov Alexander Nikishin Sergei Plotnikov Alexander Samonov Kirill Semyonov Damir Sharipzyanov Vadim Shipachyov Anton Slepyshev Sergei Telegin Vladimir Tkachyov Dmitri Voronkov Slava Voynov Egor Yakovlev Alexander Yelesin |  | Michal Čajkovský Peter Cehlárik Peter Čerešňák Marek Ďaloga Marko Daňo Martin Gernát Adrián Holešinský Marek Hrivík Libor Hudáček Tomáš Jurčo Miloš Kelemen Samuel Kňažko Branislav Konrád Michal Krištof Martin Marinčin Šimon Nemec Kristián Pospíšil Pavol Regenda Miloš Roman Mislav Rosandić Patrik Rybár Juraj Slafkovský Samuel Takáč Matej Tomek Peter Zuzin |

## Formato
Doze equipes disputaram o torneio. Os países com as quatro melhores campanhas – sem importar a que grupo pertençam – se classificaram direto para as quartas de final (1D–4D). As demais equipes da primeira fase disputaram os cruzamentos de play-offs, emparelhadas da melhor para a pior campanha, nas posições 5D a 12D. As quatro equipes vencedoras dos play-offs classificaram-se para as quartas de final, enquanto que as perdedoras foram classificadas do nono ao décimo segundo lugar de acordo com a campanha na fase preliminar. Os quatro vencedores das quartas de final avançaram para as semifinais e os perdedores para a disputa do quinto ao oitavo lugar. As duas equipes vencedoras das semifinais jogaram pela medalha de ouro, enquanto que as duas perdedoras para a disputa da medalha de bronze.

## Qualificação
| Método de classificação | Vagas | Classificados                                                                                         |
| ----------------------- | ----- | --- |
| País sede               | 1     | CHN China                                                                                             |
| Ranking da IIHF         | 8     | CAN Canadá ROC FIN Finlândia SWE Suécia CZE República Checa USA Estados Unidos GER Alemanha SUI Suíça |
| Qualificatória olímpica | 1     | SVK Eslováquia                                                                                        |
| Qualificatória olímpica | 1     | LAT Letônia                                                                                           |
| Qualificatória olímpica | 1     | DEN Dinamarca                                                                                         |
| Total                   | 12    | |

## Fase preliminar
|  | Equipes classificadas às quartas de final |
|  | Equipes classificadas aos play-offs       |

Todas as partidas estão no horário local (UTC+8).

### Grupo A
| País               | J | V | VP | DP | D | GP | GS | SG  | Pts |
| ------------------ | - | - | -- | -- | - | -- | -- | --- | --- |
| USA Estados Unidos | 3 | 3 | 0  | 0  | 0 | 15 | 4  | +11 | 9   |
| CAN Canadá         | 3 | 2 | 0  | 0  | 1 | 12 | 5  | +7  | 6   |
| GER Alemanha       | 3 | 1 | 0  | 0  | 2 | 6  | 10 | −4  | 3   |
| CHN China          | 3 | 0 | 0  | 0  | 3 | 2  | 16 | –14 | 0   |

| 10 de fevereiro | Estados Unidos USA | 8 – 0                     | CHN China | Estádio Nacional Indoor de Pequim                               |
| 21:10           | B. Brisson 10:38' (PP) N. Cates 25:32' B. O'Neill 31:13' S. Farrell 38:07', 41:06', 58:27' (PP) B. Meyers 50:19' M. Beniers 52:00' | (1–0, 3–0, 4–0) Relatório |           | Público: 947 Árbitro: FIN Mikko Kaukokari SUI Michael Tscherrig |

| 10 de fevereiro | Canadá CAN                                                                             | 5 – 1                     | GER Alemanha     | Estádio Indoor Wukesong                                     |
| 21:10           | A. Grant 04:43' B. Street 09:47' D. Winnik 10:19' M. Noreau 32:58' (PP) J. Weal 51:22' | (3–0, 1–1, 1–0) Relatório | 30:45' T. Rieder | Público: 685 Árbitro: SWE Tobias Björk USA Andrew Bruggeman |

| 12 de fevereiro | Canadá CAN                               | 2 – 4                     | USA Estados Unidos                                                    | Estádio Nacional Indoor de Pequim                        |
| 12:10           | M. Robinson 01:24' C. Knight 34:13' (SH) | (1–2, 1–1, 0–1) Relatório | 02:34' A. Miele 18:44' B. Meyers 22:37' B. Brisson 46:13' K. Agostino | Público: 948 Árbitro: LAT Andris Ansons SWE Tobias Björk |

| 12 de fevereiro | Alemanha GER                                      | 3 – 2                     | CHN China                        | Estádio Nacional Indoor de Pequim                            |
| 16:40           | M. Brandt 13:33' K. Holzer 16:24' D. Kahun 24:41' | (2–0, 1–1, 0–1) Relatório | 39:14' Fu S. 49:00' (PP) Wang T. | Público: 804 Árbitro: USA Stephen Reneau BLR Maxim Sidorenko |

| 13 de fevereiro | China CHN | 0 – 5                     | CAN Canadá                                                                                     | Estádio Nacional Indoor de Pequim                           |
| 21:10           |           | (0–3, 0–1, 0–1) Relatório | 02:09' B. Street 06:44' A. Tambellini 10:06' E. O'Dell 38:03' K. Johnson 46:23' (PP) C. Knight | Público: 904 Árbitro: LAT Andris Ansons USA Maxim Sidorenko |

| 13 de fevereiro | Estados Unidos USA                                     | 3 – 2                     | GER Alemanha                             | Estádio Indoor Wukesong                                       |
| 21:10           | S. Kampfer 04:26' (PP) M. Knies 24:50' N. Smith 42:47' | (1–1, 1–0, 1–1) Relatório | 02:00' (PP) P. Hager 57:31' T. Kühnhackl | Público: 708 Árbitro: RUS Yevgeni Romasko BLR Maxim Sidorenko |

### Grupo B
| País                | J | V | VP | DP | D | GP | GS | SG | Pts |
| ------------------- | - | - | -- | -- | - | -- | -- | -- | --- |
| ROC                 | 3 | 2 | 0  | 1  | 0 | 8  | 6  | +2 | 7   |
| DEN Dinamarca       | 3 | 2 | 0  | 0  | 1 | 7  | 6  | +1 | 6   |
| CZE República Checa | 3 | 0 | 2  | 0  | 1 | 9  | 8  | +1 | 4   |
| SUI Suíça           | 3 | 0 | 0  | 1  | 2 | 4  | 8  | −4 | 1   |

| 9 de fevereiro | ROC                 | 1 – 0                     | SUI Suíça | Estádio Nacional Indoor de Pequim                            |
| 16:40          | A. Slepyshev 19:57' | (1–0, 0–0, 0–0) Relatório |           | Público: 934 Árbitro: GER André Schrader BLR Maxim Sidorenko |

| 9 de fevereiro | República Checa CZE | 1 – 2                     | DEN Dinamarca                              | Estádio Nacional Indoor de Pequim                            |
| 21:10          | R. Červenka 23:45'  | (0–2, 1–0, 0–0) Relatório | 11:21' M. Lauridsen 17:23' (PS) F. Nielsen | Público: 891 Árbitro: CAN Oliver Gouin SUI Michael Tscherrig |

| 11 de fevereiro | Dinamarca DEN | 0 – 2                     | ROC                                           | Estádio Nacional Indoor de Pequim                           |
| 12:10           |               | (0–0, 0–1, 0–1) Relatório | 28:18' P. Karnaukhov 59:54' (ENG) K. Semyonov | Público: 907 Árbitro: CAN Michael Campbell CZE Martin Fraňo |

| 11 de fevereiro | República Checa CZE | 2 – 1 (GWS)                                | SUI Suíça           | Estádio Nacional Indoor de Pequim                            |
| 16:40           | J. Smejkal 04:33'   | (1–1, 0–0, 0–0 PRO: 0–0 SO: 1–0) Relatório | 08:34' (PP) G. Haas | Público: 834 Árbitro: LAT Andris Ansons USA Andrew Bruggeman |

|                                       |  | Shootout                                              |  |
| D. Krejčí L. Sedlák J. Kovář M. Řepík |  | A. Ambühl S. Andrighetto E. Corvi C. Bertschy G. Haas |  |

| 12 de fevereiro | ROC                                                                                                 | 5 – 6 (PRO)                        | CZE República Checa | Estádio Nacional Indoor de Pequim                            |
| 21:10           | V. Tkachyov 04:51' N. Nesterov 32:19' (PP) K. Semyonov 43:50' A. Gritsyuk 46:43' A. Chibisov 48:22' | (1–1, 1–2, 3–2 PRO: 0–1) Relatório | 12:37' (PP) T. Kundrátek 38:41' (PP) D. Krejčí 39:16' (PP) M. Špaček 43:14' L. Klok 48:57' T. Hyka 64:29' (PP) L. Šulák | Público: 921 Árbitro: LAT Andris Ansons USA Andrew Bruggeman |

| 12 de fevereiro | Suíça SUI                                                    | 3 – 5                     | DEN Dinamarca                                                                       | Estádio Indoor Wukesong                                    |
| 21:10           | E. Corvi 15:59' R. Loeffel 44:53' (PP) F. Herzog 57:37' (EA) | (1–0, 0–3, 2–2) Relatório | 20:46' (PP) P. Regin 21:07', 59:01' (ENG) F. Storm 33:12' M. Bødker 41:55' N. Meyer | Público: 620 Árbitro: RUS Roman Gofman FIN Kristian Vikman |

### Grupo C
| País           | J | V | VP | DP | D | GP | GS | SG | Pts |
| -------------- | - | - | -- | -- | - | -- | -- | -- | --- |
| FIN Finlândia  | 3 | 2 | 1  | 0  | 0 | 13 | 6  | +7 | 8   |
| SWE Suécia     | 3 | 2 | 0  | 1  | 0 | 10 | 7  | +3 | 7   |
| SVK Eslováquia | 3 | 1 | 0  | 0  | 2 | 8  | 12 | −4 | 3   |
| LAT Letônia    | 3 | 0 | 0  | 0  | 3 | 5  | 11 | −6 | 0   |

| 10 de fevereiro | Suécia SWE                                       | 3 – 2                     | LAT Letônia                                           | Estádio Nacional Indoor de Pequim                          |
| 12:10           | L. Wallmark 09:42', 33:39' (PP) A. Lander 20:30' | (1–0, 2–1, 0–1) Relatório | 36:07' (PP) R. Krastenbergs 46:48' (PP) N. Jeļisejevs | Público: 873 Árbitro: CZE Martin Fraňo FIN Kristian Vikman |

| 10 de fevereiro | Finlândia FIN                                                                             | 6 – 2                     | SVK Eslováquia               | Estádio Nacional Indoor de Pequim                            |
| 16:40           | S. Manninen 10:17', 29:28', 40:16' H. Pesonen 14:22' (PP) M. Aaltonen 18:20', 54:57' (PP) | (3–1, 1–1, 2–0) Relatório | 05:33', 31:49' J. Slafkovský | Público: 929 Árbitro: USA Stephen Reneau RUS Yevgeni Romasko |

| 11 de fevereiro | Suécia SWE                                                                               | 4 – 1                     | SVK Eslováquia       | Estádio Indoor Wukesong                                      |
| 16:40           | J. Nordström 11:22' L. Wallmark 18:10' (PP2) M. Friberg 19:55' C. Klingberg 57:44' (ENG) | (3–0, 0–0, 1–1) Relatório | 58:18' J. Slafkovský | Público: 653 Árbitro: RUS Yevgeni Romasko GER André Schrader |

| 11 de fevereiro | Letônia LAT          | 1 – 3                     | FIN Finlândia                                            | Estádio Indoor Wukesong                                |
| 21:10           | R. Ābols 43:01' (PP) | (0–0, 0–1, 1–2) Relatório | 37:59' V. Kemiläinen 54:42' L. Komarov 58:43' M. Anttila | Público: 904 Árbitro: CAN Oliver Gouin SWE Mikael Nord |

| 13 de fevereiro | Eslováquia SVK                                                                                   | 5 – 2                     | LAT Letônia                         | Estádio Nacional Indoor de Pequim                      |
| 12:10           | M. Marinčin 11:00' P. Cehlárik 26:17' J. Slafkovský 31:16' P. Zuzin 49:21' T. Jurčo 59:59' (ENG) | (1–1, 2–0, 2–1) Relatório | 15:46' R. Ķēniņš 42:07' M. Indrašis | Público: 943 Árbitro: CAN Oliver Gouin SWE Mikael Nord |

| 13 de fevereiro | Finlândia FIN                                                                 | 4 – 3 (PRO)                        | SWE Suécia                                                             | Estádio Nacional Indoor de Pequim                           |
| 16:40           | T. Hartikainen 45:34' (PP) I. Pakarinen 55:30' (PP), 57:11' H. Pesonen 62:01' | (0–0, 0–3, 3–0 PRO: 1–0) Relatório | 24:24' (PP) L. Wallmark 28:39' (PP) L. Bengtsson 31:36' (PP) A. Lander | Público: 963 Árbitro: CAN Michael Campbell RUS Roman Gofman |

## Fase final
|  | Play-offs | Play-offs           | Play-offs          |                    |   | Quartas de final | Quartas de final | Quartas de final |  |     | Semifinal           | Semifinal           | Semifinal           |                     |     | Final         | Final          | Final |
|  |           |                     |                    |                    |   |                  |                  |                  |  |     |                     |                     |                     |                     |     |               |                |       |
|  |           |                     |                    |                    |   |                  |                  |                  |  |     |                     |                     |                     |                     |     |               |                |       |
|  |           | 2D                  | FIN Finlândia      | 5                  |   |                  |                  |                  |  |     |                     |                     |                     |                     |     |               |                |       |
|  |           |                     |                    | 5                  |   |                  |                  |                  |  |     |                     |                     |                     |                     |     |               |                |       |
|  |           |                     | 10D                | SUI Suíça          | 1 |                  |                  |                  |  |     |                     |                     |                     |                     |     |               |                |       |
|  | 7D        | CZE República Checa | 10D                | SUI Suíça          | 1 | 2                |                  |                  |  |     |                     |                     |                     |                     |     |               |                |       |
|  | 7D        | CZE República Checa |                    |                    |   | 2                |                  |                  |  |     |                     |                     |                     |                     |     |               |                |       |
|  | 10D       | SUI Suíça           | 4                  |                    |   |                  |                  |                  |  |     |                     |                     |                     |                     |     |               |                |       |
|  | 10D       | SUI Suíça           | 4                  |                    |   |                  |                  |                  |  | QF3 | FIN Finlândia       | 2                   |                     |                     |     |               |                |       |
|  |           |                     |                    |                    |   |                  |                  |                  |  | QF3 | FIN Finlândia       | 2                   |                     |                     |     |               |                |       |
|  |           | QF2                 | SVK Eslováquia     | 0                  |   |                  |                  |                  |  |     |                     |                     |                     |                     |     |               |                |       |
|  |           | QF2                 | SVK Eslováquia     | 0                  |   |                  |                  |                  |  |     |                     |                     |                     |                     |     |               |                |       |
|  |           |                     |                    |                    |   |                  |                  |                  |  |     |                     |                     |                     |                     |     |               |                |       |
|  |           |                     |                    |                    |   |                  |                  |                  |  |     |                     |                     |                     |                     |     |               |                |       |
|  |           | 1D                  | USA Estados Unidos | 2                  |   |                  |                  |                  |  |     |                     |                     |                     |                     |     |               |                |       |
|  |           |                     |                    | 2                  |   |                  |                  |                  |  |     |                     |                     |                     |                     |     |               |                |       |
|  |           |                     | 8D                 | SVK Eslováquia (s) | 3 |                  |                  |                  |  |     |                     |                     |                     |                     |     |               |                |       |
|  | 8D        | SVK Eslováquia      | 8D                 | SVK Eslováquia (s) | 3 | 4                |                  |                  |  |     |                     |                     |                     |                     |     |               |                |       |
|  | 8D        | SVK Eslováquia      |                    |                    |   | 4                |                  |                  |  |     |                     |                     |                     |                     |     |               |                |       |
|  | 9D        | GER Alemanha        | 0                  |                    |   |                  |                  |                  |  |     |                     |                     |                     |                     |     |               |                |       |
|  | 9D        | GER Alemanha        | 0                  |                    |   |                  |                  |                  |  |     |                     |                     |                     |                     | SF1 | FIN Finlândia | 2              |       |
|  |           |                     |                    |                    |   |                  |                  |                  |  |     |                     |                     |                     |                     | SF1 | FIN Finlândia | 2              |       |
|  |           | SF2                 | ROC                | 1                  |   |                  |                  |                  |  |     |                     |                     |                     |                     |     |               |                |       |
|  |           | SF2                 | ROC                | 1                  |   |                  |                  |                  |  |     |                     |                     |                     |                     |     |               |                |       |
|  |           |                     |                    |                    |   |                  |                  |                  |  |     |                     |                     |                     |                     |     |               |                |       |
|  |           |                     |                    |                    |   |                  |                  |                  |  |     |                     |                     |                     |                     |     |               |                |       |
|  |           | 3D                  | ROC                | 3                  |   |                  |                  |                  |  |     | Disputa pelo bronze | Disputa pelo bronze | Disputa pelo bronze | Disputa pelo bronze |     |               |                |       |
|  |           |                     |                    | 3                  |   |                  |                  |                  |  |     | Disputa pelo bronze | Disputa pelo bronze | Disputa pelo bronze | Disputa pelo bronze |     |               |                |       |
|  |           |                     | 6D                 | DEN Dinamarca      | 1 |                  |                  |                  |  |     |                     |                     |                     |                     |     |               |                |       |
|  | 6D        | DEN Dinamarca       | 6D                 | DEN Dinamarca      | 1 | 3                |                  |                  |  |     |                     |                     | LSF2                | SWE Suécia          | 0   |               |                |       |
|  | 6D        | DEN Dinamarca       |                    |                    |   | 3                |                  |                  |  |     |                     |                     | LSF2                | SWE Suécia          | 0   |               |                |       |
|  | 11D       | LAT Letônia         | 2                  |                    |   |                  |                  |                  |  |     |                     |                     |                     |                     |     | LSF1          | SVK Eslováquia | 4     |
|  | 11D       | LAT Letônia         | 2                  |                    |   |                  |                  |                  |  | QF4 | ROC (s)             | 2                   |                     |                     |     | LSF1          | SVK Eslováquia | 4     |
|  |           |                     |                    |                    |   |                  |                  |                  |  | QF4 | ROC (s)             | 2                   |                     |                     |     |               |                |       |
|  |           | QF1                 | SWE Suécia         | 1                  |   |                  |                  |                  |  |     |                     |                     |                     |                     |     |               |                |       |
|  |           | QF1                 | SWE Suécia         | 1                  |   |                  |                  |                  |  |     |                     |                     |                     |                     |     |               |                |       |
|  |           |                     |                    |                    |   |                  |                  |                  |  |     |                     |                     |                     |                     |     |               |                |       |
|  |           |                     |                    |                    |   |                  |                  |                  |  |     |                     |                     |                     |                     |     |               |                |       |
|  |           | 4D                  | SWE Suécia         | 2                  |   |                  |                  |                  |  |     |                     |                     |                     |                     |     |               |                |       |
|  |           |                     |                    | 2                  |   |                  |                  |                  |  |     |                     |                     |                     |                     |     |               |                |       |
|  |           |                     | 5D                 | CAN Canadá         | 0 |                  |                  |                  |  |     |                     |                     |                     |                     |     |               |                |       |
|  | 5D        | CAN Canadá          | 5D                 | CAN Canadá         | 0 | 7                |                  |                  |  |     |                     |                     |                     |                     |     |               |                |       |
|  | 5D        | CAN Canadá          |                    |                    |   | 7                |                  |                  |  |     |                     |                     |                     |                     |     |               |                |       |
|  | 12D       | CHN China           | 2                  |                    |   |                  |                  |                  |  |     |                     |                     |                     |                     |     |               |                |       |

#### Play-offs
| 15 de fevereiro | Eslováquia SVK                                                                | 4 – 0                     | GER Alemanha | Estádio Nacional Indoor de Pequim                      |
| 12:10           | L. Hudáček 11:05' P. Cehlárik 27:01' M. Krištof 28:45' M. Hrivík 57:56' (ENG) | (1–0, 2–0, 1–0) Relatório |              | Público: 926 Árbitro: SWE Tobias Björk SWE Mikael Nord |

| 15 de fevereiro | Dinamarca DEN                                                 | 3 – 2                     | LAT Letônia                    | Estádio Indoor Wukesong                                      |
| 12:10           | M. Poulsen 12:02' J. Jakobsen 36:57' M. Lauridsen 41:45' (PP) | (1–1, 1–1, 1–0) Relatório | 16:23', 22:33' (PP) L. Dārziņš | Público: 726 Árbitro: USA Andrew Bruggema GER André Schrader |

| 15 de fevereiro | República Checa CZE                        | 2 – 4                     | SUI Suíça                                                                   | Estádio Nacional Indoor de Pequim                          |
| 16:40           | L. Klok 10:08' R. Červenka 55:59' (PP, EA) | (1–2, 0–1, 1–1) Relatório | 14:59' (PP) A. Ambühl 15:12' K. Mottet 29:53' (PP) D. Malgin 54:57' R. Diaz | Público: 990 Árbitro: RUS Roman Gofman FIN Mikko Kaukokari |

| 15 de fevereiro | Canadá CAN | 7 – 2                     | CHN China                    | Estádio Nacional Indoor de Pequim                               |
| 21:10           | J. Weal 06:57' (PP), 09:55' (PP2) A. Tambellini 26:36' (PP), 28:39' (PS) E. O'Dell 32:05' E. Staal 55:55' J. McBain 58:19' | (2–1, 3–1, 2–0) Relatório | 15:32', 38:59' (PP2) Jian A. | Público: 994 Árbitro: SUI Michael Tscherrig FIN Kristian Vikman |

#### Quartas de final
| 16 de fevereiro | Estados Unidos USA                    | 2 – 3 (GWS)                                | SVK Eslováquia                             | Estádio Nacional Indoor de Pequim                         |
| 12:10           | N. Abruzzese 19:14' S. Hentges 28:56' | (1–1, 1–0, 0–1 PRO: 0–0 SO: 0–1) Relatório | 11:45' J. Slafkovský 59:16' (EA) M. Hrivík | Público: 1 059 Árbitro: SWE Tobias Björk RUS Roman Gofman |

|                                                  |  | Shootout                                       |  |
| B. Brisson S. Farrell M. Knies N. Smith A. Miele |  | L. Hudáček M. Čajkovský M. Krištof P. Cehlárik |  |

| 16 de fevereiro | ROC                                                           | 3 – 1                     | DEN Dinamarca          | Estádio Indoor Wukesong                                     |
| 14:00           | V. Shipachyov 13:01' N. Nesterov 34:36' S. Voynov 55:45' (PP) | (1–1, 1–0, 1–0) Relatório | 22:57' (PP) F. Nielsen | Público: 727 Árbitro: CAN Michael Campbell CZE Martin Fraňo |

| 16 de fevereiro | Finlândia FIN                                                                                                 | 5 – 1                     | SUI Suíça             | Estádio Nacional Indoor de Pequim                        |
| 16:40           | M. Aaltonen 08:37' M. Lehtonen 10:45' M. Anttila 23:08' I. Pakarinen 55:28' (ENG) T. Hartikainen 56:47' (ENG) | (2–0, 1–1, 2–0) Relatório | 37:49' (PP) A. Ambühl | Público: 948 Árbitro: LAT Andris Ansons CAN Oliver Gouin |

| 16 de fevereiro | Suécia SWE                                | 2 – 0                     | CAN Canadá | Estádio Nacional Indoor de Pequim                              |
| 21:30           | L. Wallmark 50:15' A. Lander 58:10' (ENG) | (0–0, 0–0, 2–0) Relatório |            | Público: 950 Árbitro: USA Andrew Bruggeman RUS Yevgeni Romasko |

#### Semifinal
| 18 de fevereiro | Finlândia FIN                              | 2 – 0                     | SVK Eslováquia | Estádio Nacional Indoor de Pequim                            |
| 12:10           | S. Manninen 15:58' H. Pesonen 59:21' (ENG) | (1–0, 0–0, 1–0) Relatório |                | Público: 1 071 Árbitro: SWE Tobias Björk RUS Yevgeni Romasko |

| 18 de fevereiro | ROC                 | 2 – 1 (GWS)                                | SWE Suécia       | Estádio Nacional Indoor de Pequim                             |
| 21:10           | A. Slepyshev 20:15' | (0–0, 1–0, 0–1 PRO: 0–0 SO: 1–0) Relatório | 46:22' A. Lander | Público: 1 161 Árbitro: USA Andrew Bruggeman CAN Oliver Gouin |

|                                                                                  |  | Shootout                                                                                         |  |
| A. Slepyshev M. Grigorenko N. Gusev V. Tkachyov E. Yakovlev N. Gusev A. Gritsyuk |  | C. Klingberg L. Wallmark J. Nordström H. Tömmernes A. Lander C. Klingberg L. Wallmark M. Friberg |  |

#### Disputa pelo bronze
| 19 de fevereiro | Suécia SWE | 0 – 4                     | SVK Eslováquia                                                                  | Estádio Nacional Indoor de Pequim                            |
| 21:10           |            | (0–0, 0–2, 0–2) Relatório | 23:17', 58:26' (ENG) J. Slafkovský 32:47' (PP) S. Takáč 58:46' (ENG) P. Regenda | Público: 1 229 Árbitro: CAN Oliver Gouin RUS Yevgeni Romasko |

#### Final
| 20 de fevereiro | Finlândia FIN                       | 2 – 1                     | ROC                       | Estádio Nacional Indoor de Pequim                             |
| 12:10           | V. Pokka 23:28' H. Björninen 40:31' | (0–1, 1–0, 1–0) Relatório | 07:17' (PP) M. Grigorenko | Público: 1 288 Árbitro: SWE Tobias Björk USA Andrew Bruggeman |

## Classificação final
| Pos.              | País                |
| ----------------- | ------------------- |
| Medalha de ouro   | FIN Finlândia       |
| Medalha de prata  | ROC                 |
| Medalha de bronze | SVK Eslováquia      |
| 4                 | SWE Suécia          |
| 5                 | USA Estados Unidos  |
| 6                 | CAN Canadá          |
| 7                 | DEN Dinamarca       |
| 8                 | SUI Suíça           |
| 9                 | CZE República Checa |
| 10                | GER Alemanha        |
| 11                | LAT Letônia         |
| 12                | CHN China           |